# あいだもも
あいだもも（1970年6月18日 - ）は、日本の元AV女優、タレント。

## 略歴
1989年、「丸山明代」名義でプレイメイトジャパンに輝く。
共同石油のカレンダー（1991年分）にカレンダーガールとして掲載。
1990年、AVデビュー。
1991年、俳優の高知東急（現・高知東生）との結婚を機に引退したが、1996年に離婚。AVに復帰し、3本の作品（総集編を除く）に出演した。
1997年5月、荻野目慶子プロデュースで浅草ロック座の舞台に出演した。のち再婚し、引退。

## 人物
異なるプロフィールがいくつかある。
- XCITY・FANZAプロフィールでは、生年月日:1970年6月18日、B:82・W:55・H:89としている[7][8]。
- 「熱き胸に接吻を」のケース裏面のプロフィールでは、生年月日:1971年3月3日、B:82・W:56・H:80としている[9]。
- 「ECSTASY COP」のケース裏面のプロフィールでは、生年月日:1971年3月3日、B:82(E-65)・W:55・H:80としている[10]。
- MOMO AIDA あいだもも写真集（英知出版）のプロフィール欄では、生年月日:1970年3月3日、出身地:東京都文京区、B:82(アンダー65)・W:55・H:80としている。（MOMO AIDA あいだもも写真集（英知出版）のプロフィール欄より）

趣味:エアロビクス。
性格:おっとりしていて甘えん坊。マネージャー曰く、性格良し、時間厳守、超泣き虫。（MOMO AIDA あいだもも写真集（英知出版）のプロフィール欄より）
好きな物:スウィートピー、アイスクリーム、NSX、オーデコロン、精神的に強くて男らしい人。（MOMO AIDA あいだもも写真集（英知出版）のプロフィール欄より）

## 作品

### アダルトビデオ
1990年
- 極上ヴィーナス 快楽女王（10月6日、ジェット TN-07） - 高知東生（当時は本名名義）との共演作品 ※パッケージに、ハード・コアデビューとの記載あり
- 桃源郷 オッパイの園にようこそ（11月22日、ジェット TN-08）＊AV第2弾
- 熱き胸に接吻を…（12月7日、VIP 7D-090）
- エクスタシーカップ ECSTASY COP（12月22日、KUKI）

1991年
- スーパーボディ 花嫁の悪戯（1月1日、ステラ STV-1038）
- ヴィーナスバニー（1月5日、シャイ企画）
- 肉体果実（1月21日、ジェット）
- H秘書はナマがお好き 4（1月22日、シェール）
- ダイヤルQ2 1138トリプルの女（2月5日、コロナ社）
- 実録 あいだもも（2月17日、宇宙企画）
- 女教師悪夢の罠 5（3月5日、シェール）
- Ａ級ワイセツ（3月15日、ジェット）
- レイプされたフィアンセ（3月25日、クリスタル映像）
- もものあいだはジュクジュク（4月5日、アリスJAPAN）
- だって、お嬢さまなんです・もも（4月21日、KUKI）
- 出血大制服 9（5月10日、VIP 8B-029）
- 不思議なピーチパイパイ（6月15日、KUKI）
- しぼって出して・・・（7月31日、VIP）※「花嫁の悪戯」を再編集したもの
- ももちゃんねる（7月31日、サクセス・ビデオ・コミュニティー）
- 桃姦（8月、VIP 8D-053）
- もも・ひかり・まりこ あいだもも・希志真理子・原田ひかり（9月12日、KUKI）全3名 ※「不思議なピーチパイパイ」その他を編集したもの
- ファイナルもも（10月10日、笠倉出版社）
- メモリアル ピーチブランド（11月10日、大洋図書）
- 桃色果汁（11月20日、サクセス・ビデオ・コミュニティー）
- AV TOPギャルズベスト10 3 あぶない贈り物 桜樹ルイ・藤本聖名子・あいだもも・河合美果 他（12月15日、笠倉出版社）
- 私の胸に溺れて（12月19日、ヴェスコインターナショナル）※「熱き胸に接吻を」を再編集したもの
- あなたがここにいてほしい（クリスタル映像 GC-04）
- ベストコレクション あいだもも・青山ちはる・北原ななせ（シャイ企画 FE-033）全3名
- ベストセレクションvol 6 （宇宙企画）他出演:高見沢杏奈、相沢優花、神谷理沙、牧本千幸 全5名
- H秘書はナマがお好き スペシャル あいだもも・木田彩水・美穂由紀・森村あすか（シェール HRC-097）全4名
- 顔面シャワーエレクト 10+5 PART.13（クリスタル映像 CS-24）全15名

1992年
- あいだもも伝説（1月10日、VIP）※「熱き胸に接吻を」を再編集したもの
- 乳房時代 25 藤本聖名子・葉山レイコ・河合美果 他（1月15日、笠倉出版社 CAV32-88）全25名
- コレクションX スペルマ狂いの天使たち あいだもも 吉川りりあ 原田ひかり 麻吹聖奈 美波愛 楠本みいな 小林里穂 上村けい 水沢明 希志真理子（1月18日、KUKI QX208）全10名
- 100人のマドンナ 4（3月15日、笠倉出版社）全25名
- ナース快楽館 5（3月15日、ファイブスター FV-8902）全5名
- 快感のいりぐち（5月25日、ヴェスコインターナショナル MAS-072）※「桃姦」を再編集したもの
- ナース天国SPECIAL（7月1日、笠倉出版社 AJV33-31）全20名
- 桃色天国 あいだもも大全集（10月23日、ジェット/アドテックス）
- ランジェリー大会 濃縮20連発 8 飯島愛・あいだもも・桜樹ルイ・五十嵐こずえ 他（ファイブスター FV-8911）全10名

1993年
- 若奥様スペシャル（1月18日、笠倉出版社）全10名
- 乳いじりX（2月1日、笠倉出版社）
- 巨乳姦 あいだももVS橘ますみ（3月15日、ファイブスター）他出演:橘ますみ
- AV巨乳10年史 1 卑弥呼・松坂季実子・小鳩美愛・冴島奈緒・河合美果・御藤静 他（8月16日、笠倉出版社）全25名
- 平成マドンナ100選 2 卑弥呼・田村香織・沢口梨々子・あいだもも 他（11月5日、笠倉出版社）全25名
- あぶない若妻スペシャル（11月13日、笠倉出版社）全20名
- シャイガール （スーパーキャリア）
- ワイセツTIME 絶頂へのワープは強烈すぎる一突 あいだもも・美穂由紀・鈴木奈緒（ディレクターズシステム）全3名
- カップリングアイドル+1 あいだもも・工藤ひとみ・藤木流花（ディレクターズシステム）全3名

1994年
- AV10年史 3 貴方が選んだベスト女優（5月21日、VIP）全13名
- AV巨乳年鑑 1 卑弥呼・中原絵美・岸ゆり・五十嵐こずえ・小鳩美愛・冴島奈緒・御藤静 他（11月4日、笠倉出版社）全33名

1995年
- 120人の美女 AV秘蔵コレクション 3 樹まり子・小沢奈美・あいだもも 他（1月6日、笠倉出版社）全30名
- ヴィーナスバニースペシャル あいだもも・白石ひとみ・杉本ゆみか・藤谷しおり　ほか（3月17日、シャイ企画）全10名
- スーパーランジェリーコレクション（5月17日、笠倉出版社）全12名
- ONANIEスペシャル10年史 樹まり子・あいだもも・美里真理 ほか（7月3日、笠倉出版社）全30名
- 平成巨乳伝説 1 安藤有里・あいだもも・可愛ゆう 他（10月12日、笠倉出版社）全30名
- AV10年史 PART3 安藤有里・麻宮淳子・あいだもも 他（12月11日、笠倉出版社）全30名

1996年
- Vintage あいだもも タクヤに愛をこめて～触発されて…（10月26日、シャイ企画）＊AV復帰3部作の第1弾
- 硝子の女神（11月26日、シャイ企画）＊AV復帰3部作の第2弾
- 燃える美女 2 あいだもも・白石ひとみ（11月15日、笠倉出版社）
- さよならは言わないで（12月26日、シャイ企画）＊AV復帰3部作の第3弾

1997年
- あいだもも memories（2月25日、シャイ企画）＊AV復帰3部作のベスト版
- シャイDX 96 女優編（3月31日、シャイ企画）全8名
- 陽炎3（8月25日、バンダイビジュアル）＊映画「陽炎3」のDVD版
- AV巨乳15年史ワイド90分 2（10月27日、笠倉出版社 AJV77-92）全25名
- アダルトBESTヒット1996 11 あいだもも・村上みわ・麻生早苗 ほか（コスモス CFB-111）全8名

1998年
- PRIMARY あいだもも（5月29日、シャイ企画）
- ゴージャス 8（8月28日、ニューシネマジャパン）
- AV巨乳祭り 2 樹まり子・あいだもも・有賀美穂 ほか（9月7日、笠倉出版社）全25名
- スーパーランジェリー濃縮20連発（9月10日、笠倉出版社）全20名

1999年
- 巨乳美人妻 愛の官能劇場 1（1月2日、笠倉出版社）全15名
- ボンデージの罠 DX（4月3日、笠倉出版社）全12名
- AV女優オナニー25連発 1（9月25日、笠倉出版社）全25名
- AV巨乳コレクション 2（10月1日、笠倉出版社）全25名
- 女帝 あいだもも（12月10日、オー・ケイ出版社）

2000年
- ヴィーナスバニースペシャル あいだもも・白石ひとみ・杉本ゆみか・藤谷しおり　ほか（2月8日、シャイ企画）全10名 ※DVD版
- スーパー乳ガール 超厳選エントリー50人 卑弥呼・樹まり子・あいだもも・細川しのぶ ほか（4月28日、笠倉出版社）全50名
- プレミアム大全集 美乳アイドル編（6月16日、メディアバンク）全12名
- フェチズム あいだもも・加納瑞穂 ほか（6月16日、メディアバンク）
- 10th.Anniversary M＆A THE SHY HISTORY あいだもも・川島和津実（6月26日、シャイ企画）
- ゴージャスオナニー20連発 1（10月27日、笠倉出版社）全20名
- アリスJAPAN 2001（12月8日、アリスJAPAN）全24名
- アトラス MEGA MIX 3 昇天する女神たち（12月13日、アトラス21 A00-121）全18名

2001年
- PEACH LOVE（1月12日、HRCホームビデオ）※「H秘書はナマがお好き」「女教師悪夢の罠」を編集したもの
- MEGA-MIX 3（1月24日、アトラス21 AVD-47）全18名 ※DVD版
- AV20年史 2（2月16日、デジタルドリームデベロップメント）全50名
- H秘書はナマがお好き THE BEST（6月25日、エッチアールシー/シェール）全10名
- TEACHERS（8月31日、HRCホームビデオ）全5名
- AV巨乳20年史 1（9月25日、笠倉出版社 AJV-8159）全50名

2002年
- ボンデージの罠 DX（3月15日、笠倉出版社）全12名 ※DVD版
- 超美乳40連発 2 あいだもも・川浜なつみ・岡田リナ ほか（4月26日、シャイ企画）全40名
- BEST4時間 あいだもも（11月19日、アトラス21 AVD-118）※「熱き胸に接吻を…」「スーパーボディ」「出血大制服」「MOMOKAN」を収録
- AV20年史 Deluxe 1（12月20日、FIVE STAR DAJ-001）全25名

2003年
- ゴージャスオナニー Deluxe（1月24日、Five Star）全40名
- オナニー白書 Deluxe 1（4月11日、FIVE STAR）全19名
- ラブフェチズム Deluxe（5月23日、Five Star）多数出演
- ナース20年史 Deluxe 2（11月10日、メディアバンク/FIVE STAR）全30名

2004年
- あいだもも ～Recollection～ （3月19日、シャイ企画）
- LEGEND あいだもも（4月23日、ロイヤルアート）
- ベスト・オブ・ザ・AVクィーン（4月23日、アトラス21）全6名
- あいだもも Lovers（5月7日、デジタルバンク）
- 爆乳巨乳美乳20年史 Deluxe 2 秋元ともみ 御藤静 庄司みゆき 冴島奈緒 ほか（2004年7月9日、メディアバンク/FIVE STAR DAJ-040）全15名
- THE 80's GREATEST IDOLS（8月13日、トータル・メディア・エージェンシー）多数出演
- ATLAS TWENTY ONE（8月20日、アトラス21）全60名
- LEGEND GIRLS 2（10月7日、エッチアールシー）全5名

2005年
- Re:僕たちは忘れない… 2 ウルトラBEST4時間（4月27日、ロイヤルアート）全12名
- アリス・メモリアル 1991 あいだもも・寺崎泉・北原ななせ・新井沙也加（10月14日、アリスJAPAN）全4名

2006年
- The Best of No.1 あいだもも Deluxe（2月10日、Five Star）

2007年
- あいだももMemories プレミアム（7月31日、ロイヤルアート）

2009年
- AVアイドル秘宝館5時間（4月25日、ビースバルプロモーション）全10名
- Legend Special 21 あいだもも （9月18日、エー・エス・ジェイ）※「「ウィーナス バニー」「ヴィンテージ 触発されて…」「さよならは言わないで」を収録

2010年
- 復刻セレクション だって、お嬢さまなんです・もも あいだもも（4月23日、KUKI）
- 復刻セレクション 不思議なピーチパイパイ（4月23日、KUKI）
- 逆輸入 2010年過激無●正映像集ー女優編ー（10月7日、AVマーケット）

2012年
- ナイスボディAV女優の頂点（3月13日・12月24日、オールアダルトジャパン）全24名

2018年
- 伝説のアダルト女優競演復刻版 vol.1 あいだもも・桜樹ルイ・小林ひとみ・朝岡実嶺・木田彩水（4月26日、アトラス21）全5名

発売日不明
- 膣の光（コンノ映像 CT-2）VHS
- FINAL Super裏Secret 	川浜なつみ・金沢文子・あいだもも ほか（染夜エンタープライズ FSS-009）VHS多数出演
- NEW Super裏Secret 城麻美・駒井なつみ・あいだもも ほか（染夜エンタープライズ NSS-006）VHS多数出演
- 連発ZAURUS GOLD 12 小森愛・桜樹ルイ・あいだもも ほか（ワイルド・セブン RZG-012）VHS 多数出演
- 連発ZAURUS GOLD 13 有賀美穂・北原ななせ・あいだもも ほか（ワイルド・セブン RZG-013）VHS 多数出演
- SEXY LOVE DOLL 朝岡美嶺＋あいだもも（SLOPPING HORSE DSH-30）DVD

### イメージビデオ
- あいだもも 2 バーニング・スティック（1990年10月26日、ジェット/オリーブビデオ）
- スーパーランジェリー11 あいだもも・坂上理恵・中原美香・小林里穂 ほか（1991年1月10日、英知出版）
- WAVE Beppin特別増刊（1992年5月20日、英知出版）
- BREATH～吐息～（1993年7月1日、笠倉出版社）
- 好奇心×エッチ＝危険（1993年11月5日、笠倉出版社）
- 愛の贈りもの Hi-Fi写真館から巣立っていった22人の美少女達のデビューコレクション あいだもも・小森愛・沢田奈緒美・河合美果 他（1994年1月10日、英知出版 BEV69-13）全22名
- イート・ア・ピーチ～美少女EROS恋写真館vol.8（1996年8月21日、英知出版）
- もも缶 MOMO KAN～美少女EROS恋写真館vol.11（1996年11月20日、英知出版）
- MOMORIAL PARK（1996年、オリーブビデオ OLSV-016）
- MOMORIAL PARK Legend Gold 伝説のスーパーアイドル完全復刻版 あいだもも（2012年8月17日、M.B.Dメディアブランド）
- ムーンライト 1（?、オリーブビデオ OLSV-029）全7名

## 出演

### テレビドラマ
- あいつがトラブル 第9話（1989年2月10日、フジテレビ）
- セクシーダイナマイト探偵団 （1992年4月 - 1992年9月、名古屋テレビ） - 共演：高見沢杏奈、西野悦子
- 海辺のタペストリー （1992年10月 - 1993年3月、名古屋テレビ）
- 月曜ドラマスペシャル（TBS系）
  - 「女子大生ホステス名探偵 華やかな密室殺人」第1話 ドアチェーンは大丈夫ですか？（1992年7月13日） - ゆかり 役
  - 「監察医 薮野善次郎 2」死体は知っている（1996年12月9日）
  - 「検視官江夏冬子 2」「京都冬化粧殺人事件」（1998年2月2日） - 湯島朱美 役
  - 「西伊豆人情ツアー御手洗華子の事件日誌」（1999年1月18日）
  - 「監察医 薮野善次郎 7」死体は知っている 神楽坂芸者の変死体！なんと薮野の妻が犯人として逮捕された!?薮野絶体絶命のピンチ（1999年4月26日）
- 映画みたいな恋したい 「ツインズ」（1992年11月14日、テレビ東京） - 共演：嶋大輔
- 土曜ワイド劇場 （テレビ朝日）
  - 「タクシードライバーの推理日誌」 第8話「愛と死の殺人迷路」（1998年1月10日） - 河島千晶 役
  - 「グルメ奥様とハイミス刑事の推理対決 2」 「予言毒殺の謎!」 (1998年6月27日） - 明里ユカ 役
  - 「おとり捜査官・北見志穂 2」 「停電の夜、連続美女絞殺！東京タワーからのぞかれた現場」（1999年4月3日） - 茂野幸枝 役
  - 「同居人カップルの殺人推理旅行 6」 「ダイエットハーブの罠!!」（1999年8月14日） - 高城留美 役
- 金曜エンタテイメント（フジテレビ）
  - 「チャイドルママの事件簿 南紀白浜・幽霊殺人事件」（1998年5月22日）
  - 「宝石調査員九条薫 備前～倉敷・サファイア連続殺人事件」（2000年6月9日） - 大庭光子 役
- 仮面天使ロゼッタ 第1話（1998年7月4日、テレビ東京）
- 鬼の棲家 Don’t be a cry baby（1999年1月12日 - 1992年3月23日、フジテレビ）

### テレビ番組
- ギルガメッシュないと（1992年2月29日・1997年5月17日、テレビ東京）

### 映画
- 陽炎3（1997年3月29日公開、松竹）監督:吉田啓一郎 お仙 役 - 高知東生の後妻である高島礼子と共演[13]

### Vシネマ
- 宇宙から来た美少女アミ&レイミ SOLDIER COP（1992年4月29日、アント・パスタ）監督:やまさきいそみ -レイミ 役[14]
- エッチでハッピー　ピン!ピン!ピン! 2（1992年6月25日、JVD）監督:植村康忠 - 藍瑠璃 役[15]
- 工業哀歌バレーボーイズ（1992年7月1日、徳間ジャパンコミュニケーションズ）監督:天現寺ヒロオ - 陽子 役[16]
- トップ・デリバリー（1992年10月23日、ハゴロモ）監督:金澤克次・萩原雅宏[17]
- 風俗探検刑事（風） Gメン VS ゴールドフィンガー（1992年11月27日、パック・イン・ビデオ）監督:植木善晴[18]
- 風俗探検刑事（風） Gメン婦警と!? 温泉大欲情!!（1993年3月26日、パック・イン・ビデオ）監督:植木善晴[19]
- 極道の2号たち 3（1997年12月21日、ミュージアム）監督:山崎雅史 - 野島京子 役[20]

## 出版

### 写真集
- ビデオアイドルコレクション30通のラブレター 渡辺由架 小森愛 ほか(1991年1月1日、英知出版、撮影:木村智哉) 全30名
- あいだもも写真集（1991年1月10日、スコラ、撮影：日影海平）ISBN 978-4796200295
- SUPER NUDE COLLECTION IV 桜樹ルイ・木田彩水・五島めぐ・あいだもも 他 全27名（1991年1月10日、スコラ）ISBN 9784796295093
- MOMO AIDA あいだもも写真集（1991年1月20日、英知出版、撮影：小沢忠恭）Eich mook 12
- 恋写 野村誠一作品集 1981～1990 浅野愛子・石野陽子・あいだもも・かとうれいこ 他 全41名（1991年2月10日、ワニブックス、撮影：野村誠一）ISBN 9784847021695
- SUPERIOR BODY（1991年2月20日、大洋図書、撮影：佐藤健）ISBN 978-4886721013
- 桃源郷（1991年3月1日、TIS、撮影：野村誠一）ISBN 978-4847021787
- 10 CARATS STORIES 早坂麻衣子・あいだもも・穂高奈奈 他 全10名（1991年9月20日、英知出版、撮影：木村智哉）Eichi mook 21
- VIDEO IDOL COLLECTION 30通のラブレター 91年を彩ったアイドル30人（1991年12月10日、英知出版）全30名
- 週刊プレイボーイ特別編集 プレイボーイの本 完全保存100GALS＆NEW CARS 桜樹ルイ・山崎真由美・あいだもも 他（1992年1月1日、集英社）全100名
- BELLE写真館―フォトの夜明けを飾った美少女たちがこの一冊に満載！ あいだもも・桜樹ルイ・小森愛・河合美果 他（1992年1月1日、英知出版、撮影：西田幸樹）ISBN 9784754213220
- Ever Never（1992年4月10日、ワニブックス、撮影：薮下修）ISBN 978-4847022524
- 小沢忠恭写真集 Feel vol.1 風写真帳WORLD 河合美果・高見沢杏奈・あいだもも・仁科ひとみ 他 全13名（1992年5月15日、英知出版、撮影：小沢忠恭）ISBN 9784754213244
- あいだもも Beppin特別増刊 WAVE（1992年5月、英知出版）ISBN 978-4754269043
- 恋写ヌード あいだもも・小松美幸・秋本詩織・朝岡実嶺・後藤えり子・河合美果 他 全9名（1992年7月10日、テイ・アイ・エス、撮影：野村誠一）ISBN 4-8470-2261-0
- Pimp it! 寵娼（1992年9月18日、ベストセラーズ、撮影：平地勲）ISBN 978-4584170427
- BEST SELECTION NUDE 白石ひとみ・飯島愛・あいだもも 他 全13名（1992年12月1日、スコラ、撮影：黄石豹）ISBN 9784796200936
- KEN BEST WORKS20 佐藤健・全作品集 相沢なほこ・あいだもも・網浜直子・飯島直子 他 全20名（1993年4月1日、スコラ、撮影：佐藤健）ISBN 9784796201025
- 桃源郷（1993年8月、ドリームワークス出版、撮影：野村誠一）ISBN 978-4886180087
- 淫らな昼さがり〈ビーナスクラブ写真文庫 あいだもも・村上麗奈（1996年3月5日、黒田出版興文社、撮影：佐藤健）ISBN 978-4876732623
- Eat a Peach（1996年9月25日、英知出版、撮影：井ノ元浩二）ISBN 978-4754211370
- ぜんぶはだかの あいだもも（1997年5月1日、朝日出版社、撮影：宮澤正明）ISBN 978-4893083166
- 女帝（1999年11月、オー・ケイ出版社）ISBN 978-4872603477
- 東京天女（2000年3月1日、モッツ出版、撮影：小沢忠恭）ISBN 978-4944214006

### 雑誌
- ビデオボーイ 1991年2月号、1996年10月号、1999年4月号（英知出版）
- NEW GIRL FRIEND ’91 完全保存決定版 Beppin特別編集 美少女59人、ひとりじめ!（1991年3月25日、英知出版）
- デラべっぴん 1991年3月号、12月号（英知出版）
- Beppin 1991年3月号（英知出版）
- BUSTY D-CUP SELECTION（1991年5月25日、司書房）
- SWEET LINGERIE 2（1991年11月20日、英知出版）
- VIDEO-X 100号記念特別増刊号（1991年11月20日、笠倉出版社）
- ビデオ・ザ・ワールド 1995年7月号（コアマガジン）
- MEDIA JAPON vol.20（1996年2月15日、コアマガジン）
- 女優別裏ビデオ大全集（1996年2月29日、コアマガジン）
- NoWoN Vol.19 熱くて甘いミステリーBODY（1996年10月1日）、Vol.23（1997年6月1日、ワニブックス）
- Bejean 1996年10月15日号（英知出版）
- PIXIE・17（1997年1月10日、バウハウス）
- 女優別裏ビデオ大全集 2（1997年1月15日、コアマガジン）
- 激撮本当にあった Hな話 2009年5月号（ぶんか社）※DVD付
- 別冊コミックまぁるまん 2009年6月号（ぶんか社）※DVD付
- 愛奴 -舐めまくり-（?、浪速書房）
- GIRIGIRI GALS VOL.3（?、浪速書房）

## 音楽CDアルバム
- クワイエット・ストーム・フロ （1991年5月28日）